# Lipovecké jezero
Lipovecké jezero (ukrajinsky Липовецьке озеро) je jezero vulkanického původu v okresu Chust v Zakarpatské oblasti na Ukrajině. Nachází se na severovýchodním svahu horského masívu Tupé nad vesnicí Lipča. Má rozlohu 0,18 ha.

## Vodní režim
Zdroj vody je převážně podzemní.